# Вітіоара-де-Сус
Вітіоара-де-Сус (рум. Vitioara de Sus) — село у повіті Прахова в Румунії. Входить до складу комуни Предял-Серарі.
Село розташоване на відстані 82 км на північ від Бухареста, 26 км на північ від Плоєшті, 63 км на південний схід від Брашова.

## Населення
За даними перепису населення 2002 року у селі проживали 720 осіб, усі — румуни. Усі жителі села рідною мовою назвали румунську.